# فلورین ولبروک
فلورین ولبروک (انگلیسی: Florian Wellbrock؛ زادهٔ ۱۹ اوت ۱۹۹۷) ورزشکار ورزش شنا اهل آلمان است.
وی در مسابقات کشوری و بین‌المللی در مجموع برندهٔ ۳ مدال طلا، ۱ مدال نقره و ۱ مدال برنز شده‌است.